# ایان بریتون (بازیکن فوتبال اهل اسکاتلند)
یان بریتون (انگلیسی: Ian Britton؛ زادهٔ ۱۹ مهٔ ۱۹۵۴) یک بازیکن فوتبال است.
وی سابقه بازی در تیم‌های باشگاه فوتبال چلسی، باشگاه فوتبال داندی یونایتد، باشگاه فوتبال بلکپول، باشگاه فوتبال برنلی و باشگاه فوتبال مورکم را دارد.